# Lacq
Lacq is een gemeente in het Franse departement Pyrénées-Atlantiques (regio Nouvelle-Aquitaine). De plaats maakt deel uit van het arrondissement Pau. Op 1 januari 2024 werd de belendende gemeente Urdès aan Lacq aangehecht. De gemeente telde 1.034 inwoners op 1 januari 2022.

## Geografie
De oppervlakte van Lacq bedroeg op 1 januari 2022 22,94 vierkante kilometer; de bevolkingsdichtheid was toen 45,1 inwoners per km².

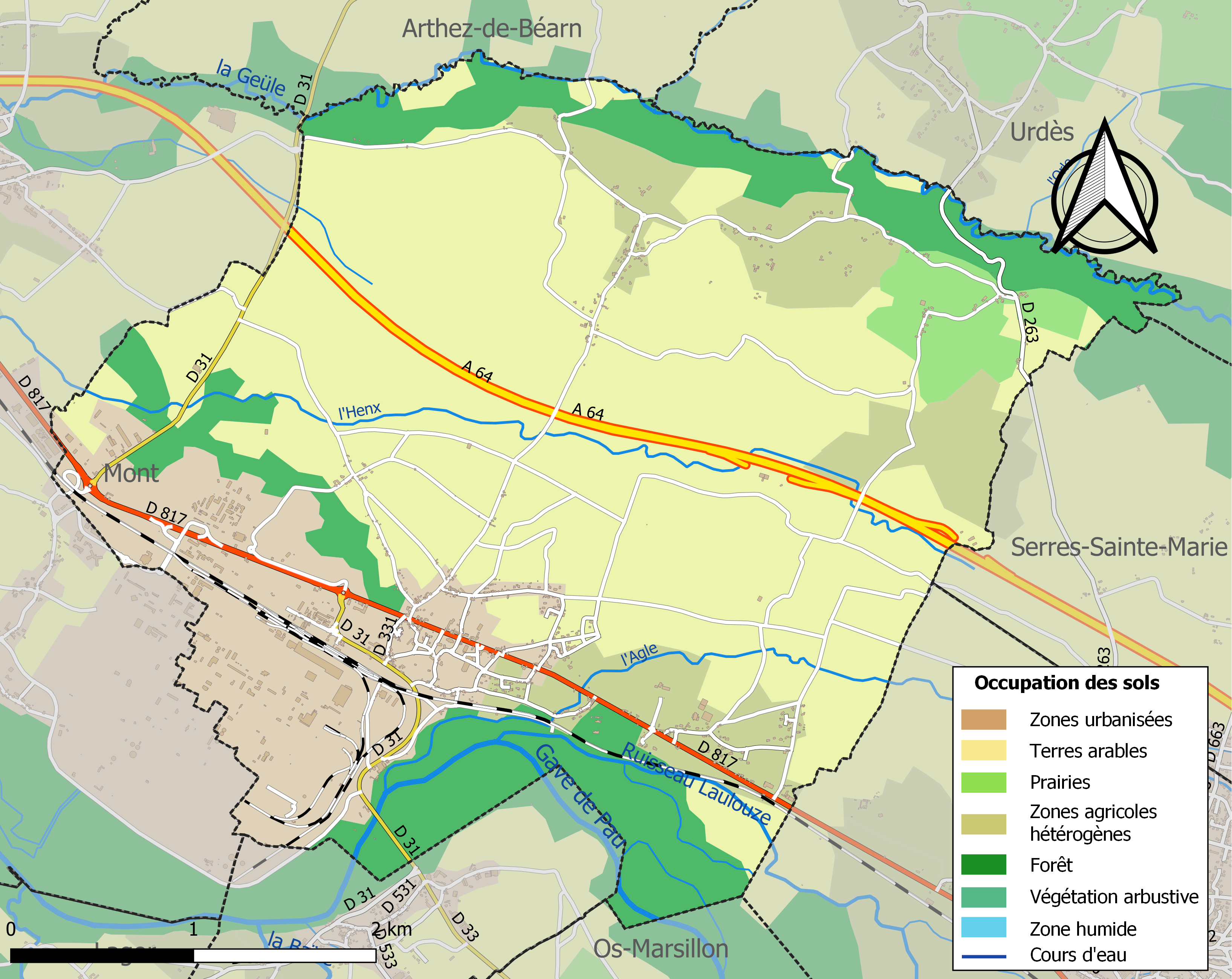
Kaart van de gemeente met belangrijkste infrastructuur, bodemgebruik en omliggende gemeenten

## Demografie
Onderstaande figuur toont het verloop van het inwonertal (bron: INSEE-tellingen).